# Gli stregoni
Gli stregoni è un cortometraggio del 1961 diretto da Raffaele Andreassi.

## Trama
Roma: Per superare i momenti di grande tristezza e di angustia, i romani si rivolgono agli "stregoni".
Documentario in sei episodi:
1. Il Mago di Roma
2. Xandra
3. Una casa piena di santi
4. La sibilla
5. I nastri
6. Fulvio